# Agama hartmanni
Agama hartmanni är en ödleart som beskrevs av  Peters 1869. Agama hartmanni ingår i släktet Agama och familjen agamer. Inga underarter finns listade i Catalogue of Life. Denna art förekommer i södra Sudan och Eritrea.

## Etymologi
Arten har fått sitt namn för att hedra Robert Hartmann.